# North Leverton
North Collingham var en civil parish fram till 1884 när blev den en del av North Leverton with Habblesthorpe, i grevskapet Nottinghamshire, i England. Civil parish var belägen 8 km från Retford och hade 299 invånare år 1881. Byn nämndes i Domedagsboken (Domesday Book) år 1086, och kallades då Legretone.